# Sommarflickan (film)
Sommarflickan är en svensk-tysk svartvit film från 1955 i regi av Thomas Engel och Håkan Bergström. I rollerna ses bland andra Maj-Britt Nilsson, Karlheinz Böhm och Ingemar Pallin.

## Om filmen
Inspelningen ägde rum mellan den 20 juni och 4 augusti 1955 i Sandrews ateljéer i Stockholm, Bromma flygplats, Djurgården, Nybroplan, Ingarö och München i dåvarande Västtyskland. Manuset skrevs av Paul Helwig och Ursula Bloy och fotograf var Göran Strindberg. Filmen premiärvisades den 29 september 1955 i München och Sverigepremiär hade den året efter, 2 april, på biograf Grand i Stockholm. Den var 95 minuter lång och barntillåten i Sverige.

## Rollista
- Maj-Britt Nilsson – Britta Laaren
- Karlheinz Böhm – Klaus Richter
- Ingemar Pallin – Sven Rydberg
- Erik "Bullen" Berglund – Rydberg, professor
- Walter Giller	– Rolf
- Margit Saad – Jacqueline
- Doris Kirchner – Susi, Rolfs fru
- Alice Babs – Karin Pettersson
- Marrit Ohlsson – fru Lundström, Rydbergs hushållare
- Alice Treff – fru Richter
- Anders Hammargren	– Schnupsi
- Tjiöe Kiau Bing – Joshu
- Kurt Weil – Georg
- Per-Axel Arosenius – Johansson, universitetsvaktmästare
- Bengt Blomgren – ej identifierad roll
- Georg Adelly – ej identifierad roll
- Willie Sjöberg – ej identifierad roll

### Fotnoter
1. 1 2  ”Sommarflickan”. Svensk Filmdatabas. http://sfi.se/sv/svensk-filmdatabas/Item/?itemid=4494&type=MOVIE&iv=Basic&ref=/templates/SwedishFilmSearchResult.aspx?id%3d1225%26epslanguage%3dsv%26searchword%3dsommarflickan%26type%3dMovieTitle%26match%3dBegin%26page%3d1%26prom%3dFalse. Läst 11 april 2013.